# Finala Cupei României 1993
Finala Cupei României 1993 a fost un meci de fotbal care a avut loc la data de 26 iunie 1993, pe Stadionul Național din București. Partida a avut loc între echipele ajunse în ultimul act al competiției, respectiv FC Universitatea Craiova și Dacia Unirea Brăila. Trofeul a fost câștigat de Universitatea Craiova care a învins pe Dacia Unirea cu scorul de 2-0, golurile fiind marcate pe finalul meciului in minutele 81 si 88 de Cristian Vasc, respectiv Gheorghe Craioveanu.

## Drumul către finală
| FC Universitatea Craiova | FC Universitatea Craiova     | Runda         | Dacia Unirea Brăila | Dacia Unirea Brăila          |
| ------------------------ | ---------------------------- | ------------- | ------------------- | ---------------------------- |
| Adversar                 | Rezultate                    |               | Adversar            | Rezultate                    |
| Venus Lugoj              | 6 – 0 (D)                    | Șaisprezecimi | Steaua Mizil        | 1 – 0 (A)                    |
| CSM Reșița}              | 1 – 0 (D)                    | Optimi        | Minerul Motru       | 1 - 0 (A)                    |
| Universitatea Cluj       | 2 – 0 acasă; 2 – 3 deplasare | Sferturi      | FC Brașov           | 1 – 0 acasă; 1 – 1 deplasare |
| Gloria Bistrița          | 1 – 0 acasă; 1 – 1 deplasare | Semifinale    | FC Baia Mare        | 3 – 2 acasă; 1 – 1 deplasare |

## Meci

### Detalii
| FC Universitatea Craiova                   | 2– 0 | Dacia Unirea Brăila |
| ------------------------------------------ | ---- | ------------------- |
| Cristian Vasc 81', Gheorghe Craioveanu 88' |      |                     |

| Universitatea Craiova | Dacia Unirea Brăila |

|                |    |                       |     |     |
|                |    |                       |     |     |
| P              | 1  | Silviu Lung           |     |     |
| F              | 2  | Daniel Mogoșanu       | 20' |     |
| F              | 7  | Nicolae Zamfir        |     |     |
| F              | 5  | Emil Săndoi           | 85' |     |
| F              | 3  | Victor Cojocaru       |     |     |
| M              | 11 | Silvian Cristescu 70' |     |     |
| M              | 6  | Corneliu Papură       | 43' |     |
| M              | 10 | Ovidiu Stângă         |     | 92' |
| A              | 4  | Cristian Vasc         | 94' |     |
| A              | 9  | Ionel Gane            |     |     |
| A              | 8  | Eugen Neagoe          | 45' |     |
| Rezerve:       |    |                       |     |     |
| A              | 16 | Gheorghe Craioveanu   | 70' |     |
| F              | 14 | Dumitru Predoi        | 85' |     |
|                |    |                       |     |     |
| Antrenor:      |    |                       |     |     |
| Marian Bondrea |    |                       |     |     |

|              |    |                  |         |     |
|              |    |                  |         |     |
| P            | 1  | Cătălin Hăisan   |         |     |
| F            | 6  | Adrian Baldovin  |         |     |
| F            | 5  | Vasile Brătianu  |         |     |
| F            | 7  | Vasile Darie     | Căpitan |     |
| F            | 2  | Sandu Minciu     |         |     |
| M            | 3  | Tudorel Pelin    |         |     |
| M            | 8  | Lucian Măstăcan  | 83'     |     |
| M            | 4  | Marin Petrache   |         |     |
| M            | 11 | Ionel Drăgoi     |         |     |
| A            | 10 | Vasile Matinca   | 79      |     |
| A            | 29 | Arben Minga      |         | 85' |
| Rezerve:     |    |                  |         |     |
| P            | 16 | Marian Lazăr     | 85'     |     |
| F            | 15 | Gheorghe Negoiță |         | 83' |
| Antrenor:    |    |                  |         |     |
| Ioan Sdrobiș |    |                  |         |     |

| Oficialii meciului - Arbitri asistenți: - Vasile Angheloiu - Ilie Coț Jucătorul meciului | Reguli - 90 minute - 30 minute de prelungire (două reprize de 15 minute) - Lovituri de departajare dacă scorul este egal după 120 de minute - Șapte jucători pe banca de rezervă - Maxim trei înlocuiri |